# 克拉斯內 (斯特雷區)
48°56′38″N 23°9′50″E / 48.94389°N 23.16389°E
克拉斯內（羅馬化：Krasne）是烏克蘭西部利維夫州斯特雷區科焦瓦市鎮的村莊。該村始建於1556年，面積2.7平方公里，海拔高度715米，2022年人口447，人口密度每平方公里179.63人。